# 保加利亞飲食

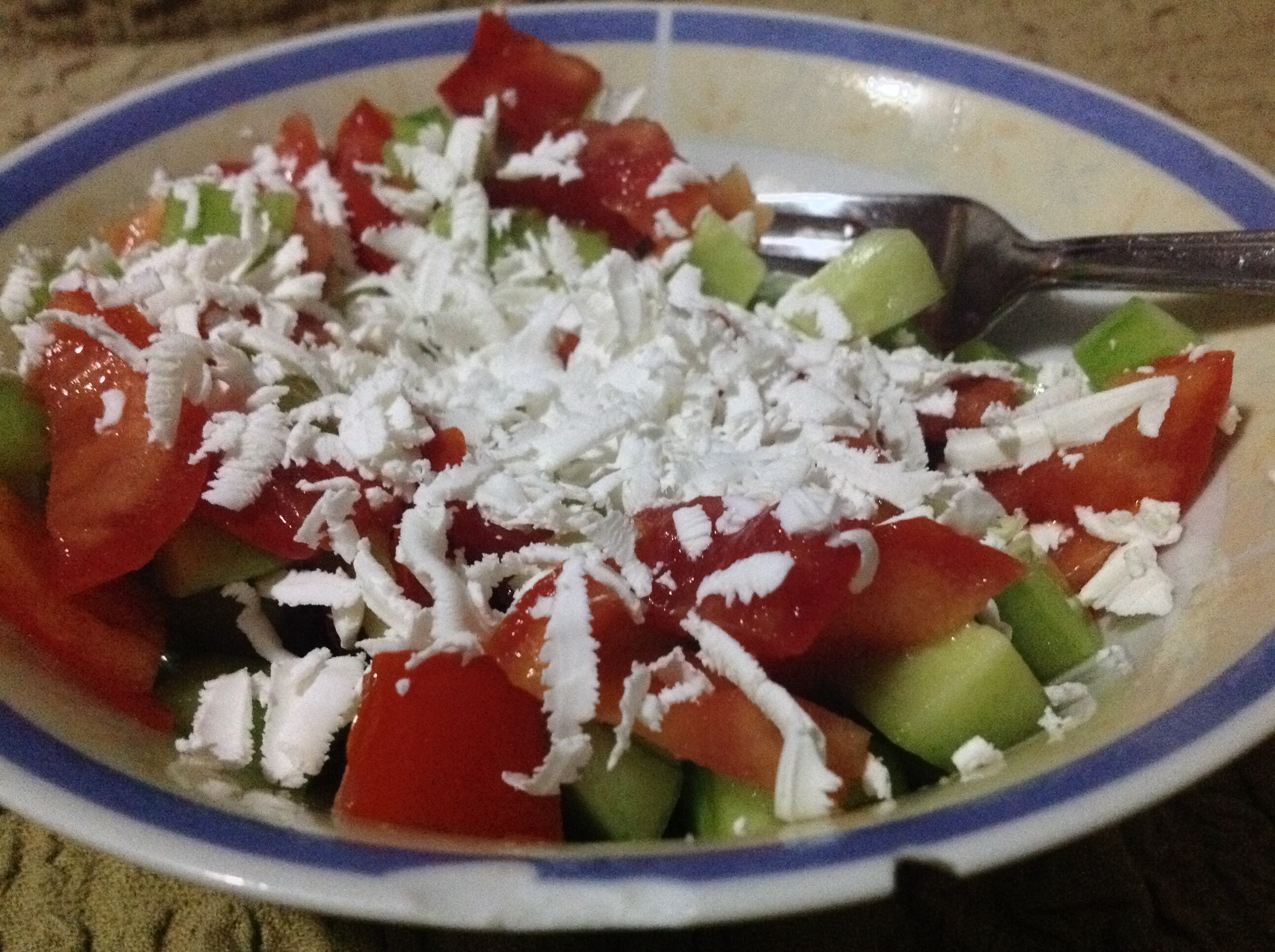
保加利亞沙拉

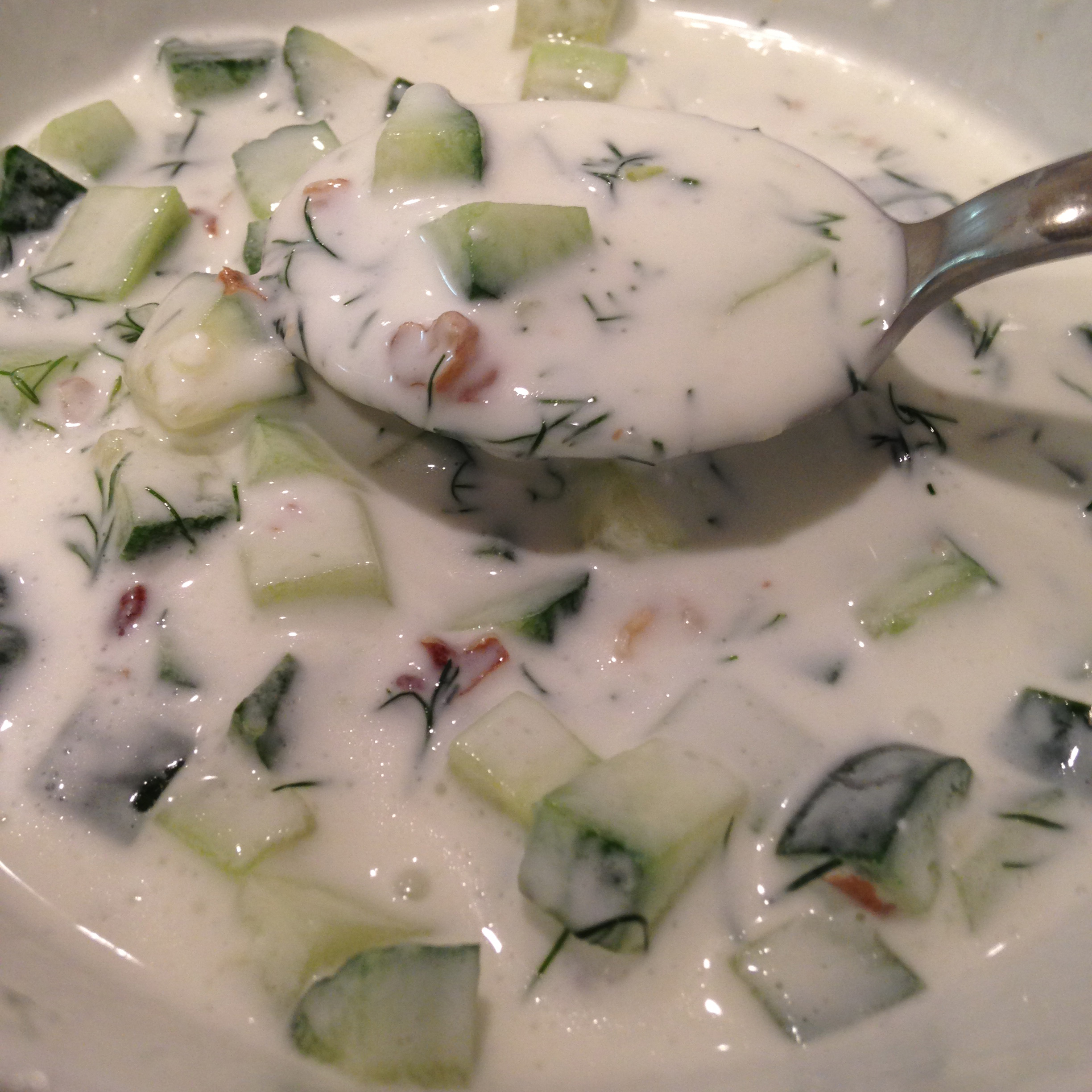
優酪乳湯

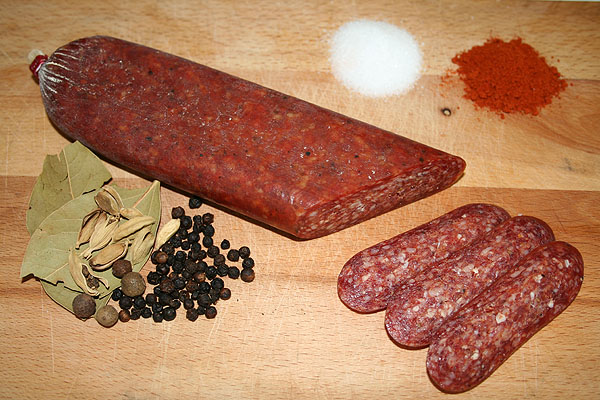
保加利亞切片肉腸

保加利亞飲食（羅馬化：bylgarska kuhnja）是東南歐飲食的代表。保加利亞飲食除了本國的菜餚之外，也包括很多俄羅斯、義大利甚至中東的菜餚。
保加利亞大多數菜餚的烹飪方式以燉為主，油炸菜餚並不多見，但燒烤菜餚很多。豬肉是保加利亞最常見的肉食，經常和牛肉或羊肉一同食用。
保加利亞的優格文化十分發達，生產和飲用優格的歷史可以追溯至西元前3000年。

## 菜肴

### 前菜
- 保加利亞沙拉
- 優酪乳湯
- 肚湯

### 主菜
- 保加利亞油飯
- 保加利亞肉卷
- 卡博串
- 木莎卡

### 面包
- 皮塔餅

### 點心
- 果仁蜜餅